# (43757) 1984 DB1
(43757) 1984 DB1 là một tiểu hành tinh vành đai chính. Nó được phát hiện bởi Henri Debehogne ở Đài thiên văn La Silla ở Chile ngày 27 tháng 2 năm 1984.